# Hyphydrus ditylus
Hyphydrus ditylus är en skalbaggsart som beskrevs av Guignot 1953. Hyphydrus ditylus ingår i släktet Hyphydrus och familjen dykare. Inga underarter finns listade i Catalogue of Life.